# Heinz Lüdi
Heinz Lüdi (Soletta, 8 ottobre 1958) è un ex calciatore svizzero, di ruolo difensore.

## Palmarès

### Club
- Campionato svizzero: 1

Zurigo: 1980-1981
- Supercoppa di Svizzera: 1

Neuchâtel Xamax: 1988
- Coppa di Lega svizzera: 1

Zurigo: 1980-1981

### Individuale
- Calciatore svizzero dell'anno: 1

1981